# 第22軍団デイオタリアナ
第22軍団デイオタリアナ (Legio XXII Deiotariana) はローマ軍団のひとつ。紀元前48年前後に召集され、132年から135年の間に消滅した。「デイオタリアナ」の名は小アジアのケルト人の居住地ガラティアの王で共和政ローマとは友邦関係にあったデイオタルスにちなむ。紋章は分かってはいない。恐らくガラティアにちなんだものだと推測される。

## 軍歴

### 共和政期
紀元前48年にグナエウス・ポンペイウスの助力によってミトリダテス戦争で活躍したデイオタルスが小アジア在住のケルト部族で部隊を創設したのがはじまりである。当初はローマの友邦軍の中でも最大級の部隊であったらしく、キケロを含む後世数々の文献にも言及されている。しかしながらミトリダテス6世の息子ファルナケスによって大敗北を喫すると部隊のほとんどが戦死、かろうじて生き残った部隊が1つのレギオーを構成するような状態であったと言う。この状態でもユリウス・カエサルのもとへ参じ、従軍。ゼラの戦いでファルナケスを敗った。

### ユリウス＝クラウディウス朝期
アウグストゥスの時代になると軍団はローマの正規軍へと編入された。すでに彼のもとには21の軍団が編成されていたので、22番目の軍団「第22軍団」として登録された。そして第22軍団は第3軍団キュレナイカとともにニコポリスに駐在した。この2つの軍団は属州となったアエギュプトゥス（エジプト）、とくに多民族社会で構成されたアレクサンドリアの防衛も担っていた。
紀元前26年、エジプト長官であったアエリウス・ガッルスがヌミディアとアラビア・フェリクス（現イエメン）への戦役を敢行。しかし翌年には失敗に終わり、飢えと疫病によりローマ軍は多大な損失を被い、それが癒されぬうちに今度はヌミディア王国から侵攻を受ける。ローマ軍はこの動きにナイル川に出征、新たなエジプト長官ペトロニウス指揮のもとで支援を受けたローマ軍はヌミディアの動きを阻止。逆に侵攻しヌミディアを制圧する。この一連の戦闘活動に第22軍団は関与していたものと考えられている。これ以降ヌミディアとの国境は沈静化した。
ネロの治世になると第22軍団は55年から63年までのパルティア戦役に参加、グナエウス・ドミティウス・コルブロの指揮のもと第15軍団アポッロナリスがシリア属州に到着する。そして第15軍団に加えて、第3軍団ガッリカ、第5軍団マケドニカ、第10軍団フレテンシスとともにパルティアに侵攻、成功を収めた。

### ウェスパシアヌスによる指揮、そして内乱
66年にユダヤ属州で反乱が起こると、緒戦でローマ軍は敗退、ネロは67年にウェスパシアヌスを派遣する。第5軍団、第10軍団、第15軍団とともに鎮圧、指揮は息子のティトゥスによってなされた。その鎮圧の途中でネロが自殺、ユリウス＝クラウディウス朝は断絶し、一度に4人の皇帝自認者が列挙する内乱へと突入した。第22軍団はウェスパシアヌスを支持、彼はローマへと上り、皇帝の地位を獲得する。

### その後
その後五賢帝時代のトラヤヌスの治世になって初めて第22軍団は『デイオタリアナ』という名で公式に呼ばれる。それまではこの名はあくまでも通称でしか過ぎなかった。
最後に第22軍団の記録が分かっているのは119年の時である。145年に再度ローマ軍の全軍団の名簿が作られたが、そこには第22軍団は載ってはいなかった。恐らく132年から136年までのバル・コクバの乱で消滅したものと考えられている。